# بطولة أوروبا تحت 17 سنة لكرة القدم 2014
بطولة أوروبا تحت 17 سنة لكرة القدم 2014 هو الموسم 13 من  بطولة أوروبا تحت 17 سنة لكرة القدم. أقيم خلال الفترة 2014 وحتى 21 مايو 2014، وأشرف على تنظيمه الاتحاد الأوروبي لكرة القدم، وكان عدد الأندية المشاركة فيه  8، وفاز فيه منتخب إنجلترا لكرة القدم.